# Aigelsbach (Gemeinde Hofstetten-Grünau)
Aigelsbach ist eine Ortschaft und eine Katastralgemeinde der Gemeinde Hofstetten-Grünau im Bezirk Sankt Pölten-Land in Niederösterreich.

## Geographie
Die am Aigelsbach gelegene Rotte ist von Kammerhof über die Landesstraße L5190 erreichbar. Neben Aigelsbach besteht die Ortschaft aus den Einzellagen Hagenbauer, Kleinbrand, Merkenberg, Reisach und Weghof, die alle im Talkessel südlich von Aigelsbach liegen.

## Geschichte
Im Jahr 1822 wurde der Ort als Streusiedlung mit 27 Häusern genannt, das nach Grünau eingepfarrt war und wohin auch die Kinder eingeschult wurden. Die Herrschaft Friedau besaß die Ortsobrigkeit, übte die Landgerichtsbarkeit aus und besorgte die Konskription. Über die Untertanen und Grundholde des Ortes verfügten die Herrschaften Friedau, Grünbichl, Strannersdorf, Lilienfeld und Dürnstein. Im Jahr 1938 waren laut Adressbuch von Österreich in Aigelsbach mehrere Landwirte ansässig.

## Sehenswertes
- Aigelsbachdüker, ein den Ort unterquerender Düker der II. Wiener Hochquellenwasserleitung, Denkmalschutz (Listeneintrag)
- Rohrbrücke über den Aigelsbach, Denkmalschutz (Listeneintrag)